# Acleisanthes nevadensis
Acleisanthes nevadensis är en underblomsväxtart som först beskrevs av Paul Carpenter Standley, och fick sitt nu gällande namn av Billie Lee Turner. Acleisanthes nevadensis ingår i släktet Acleisanthes och familjen underblomsväxter. Inga underarter finns listade i Catalogue of Life.

## Bildgalleri

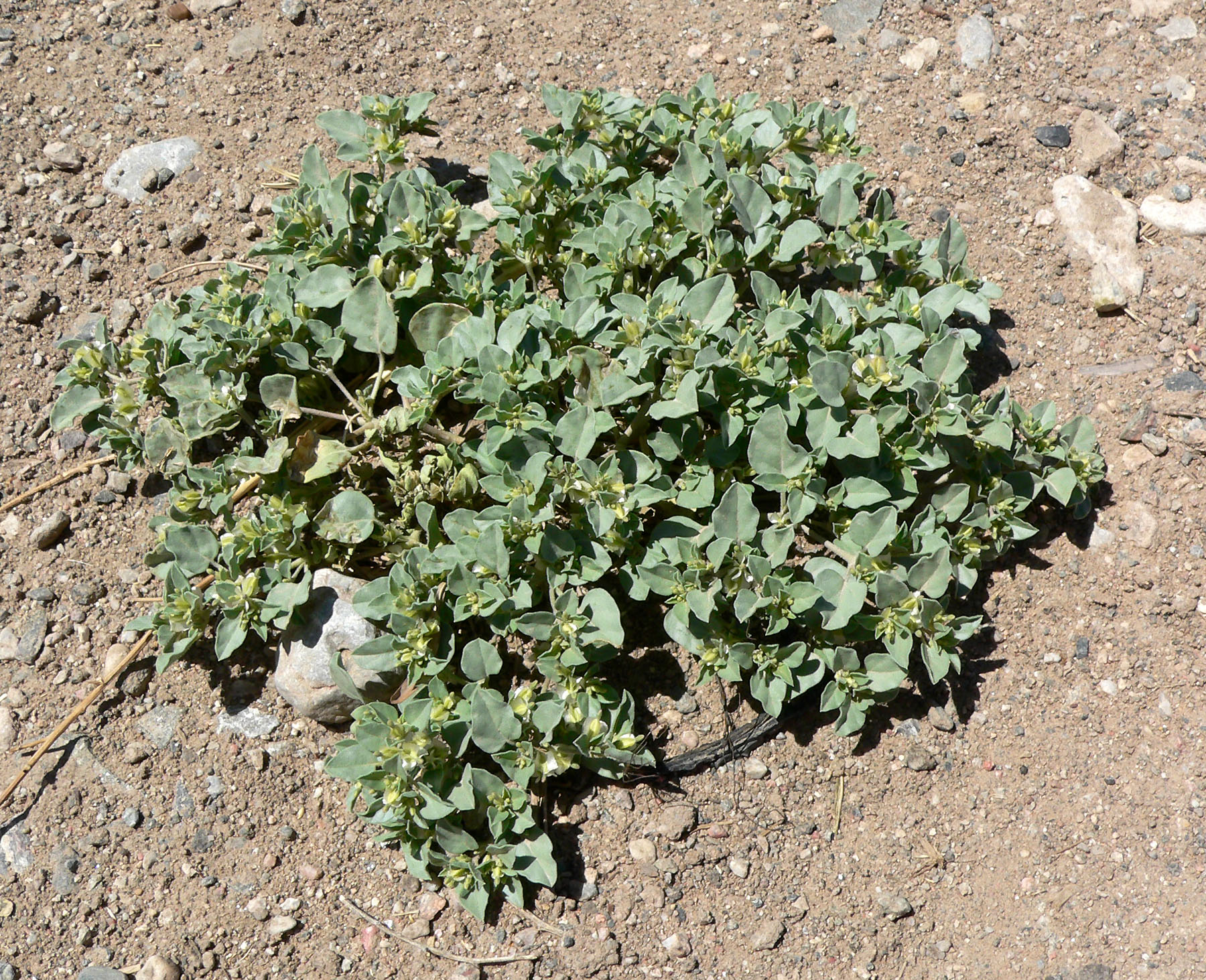
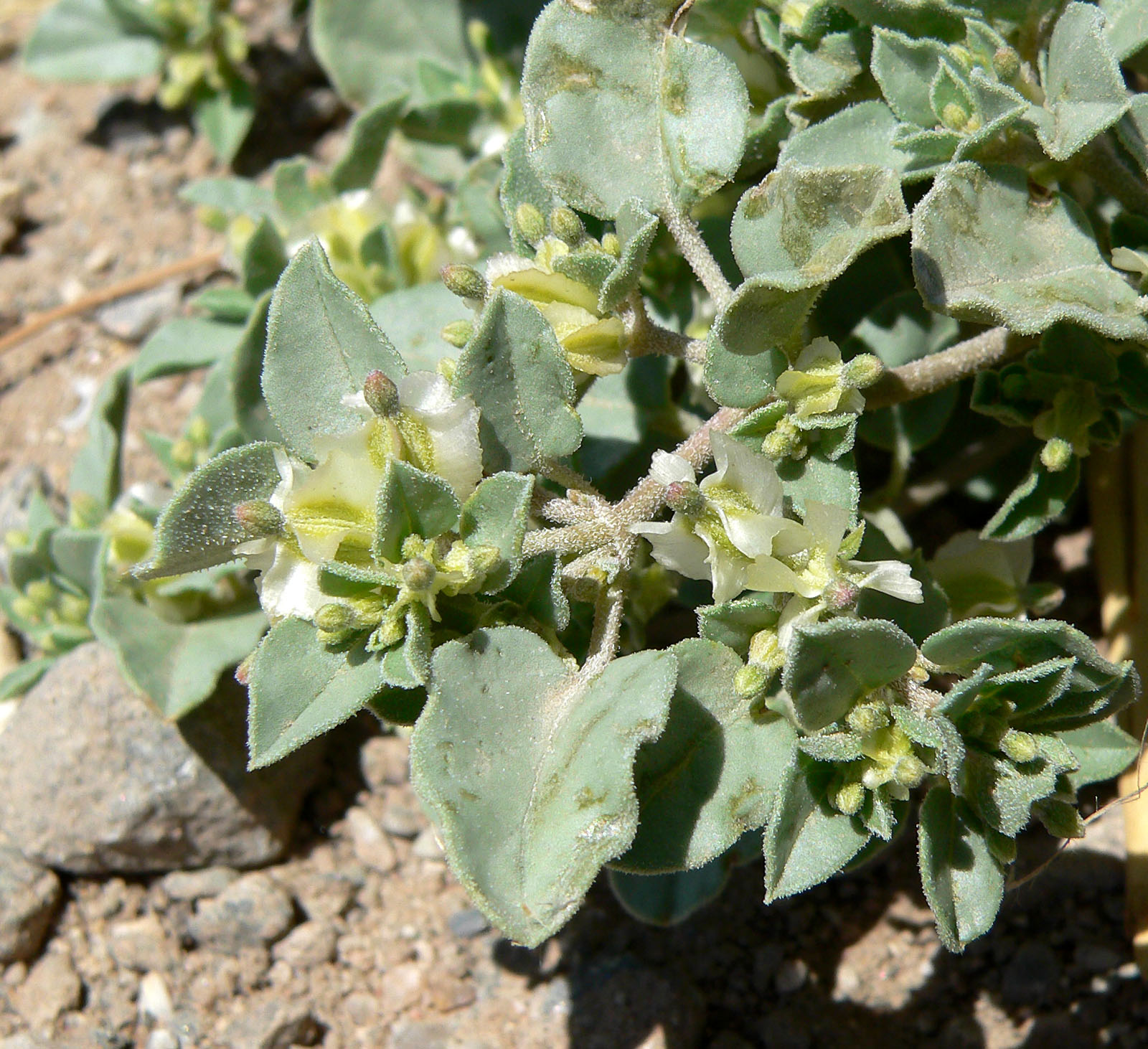
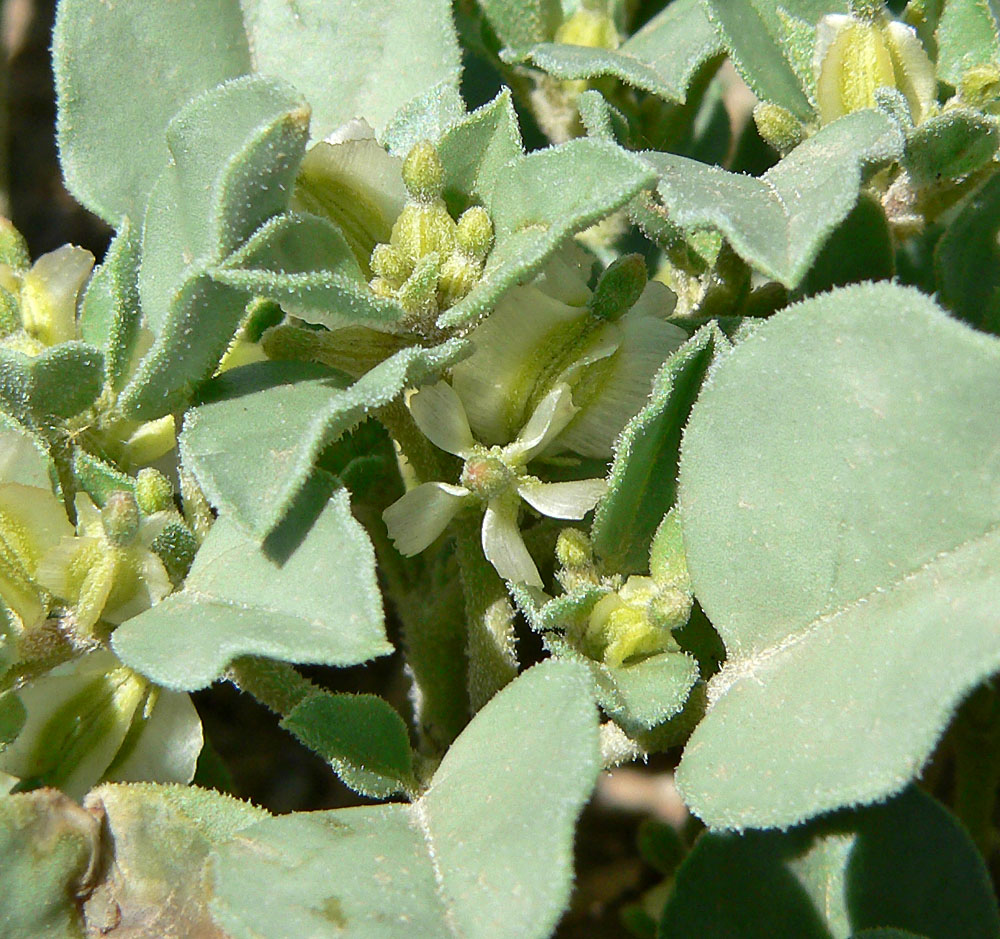
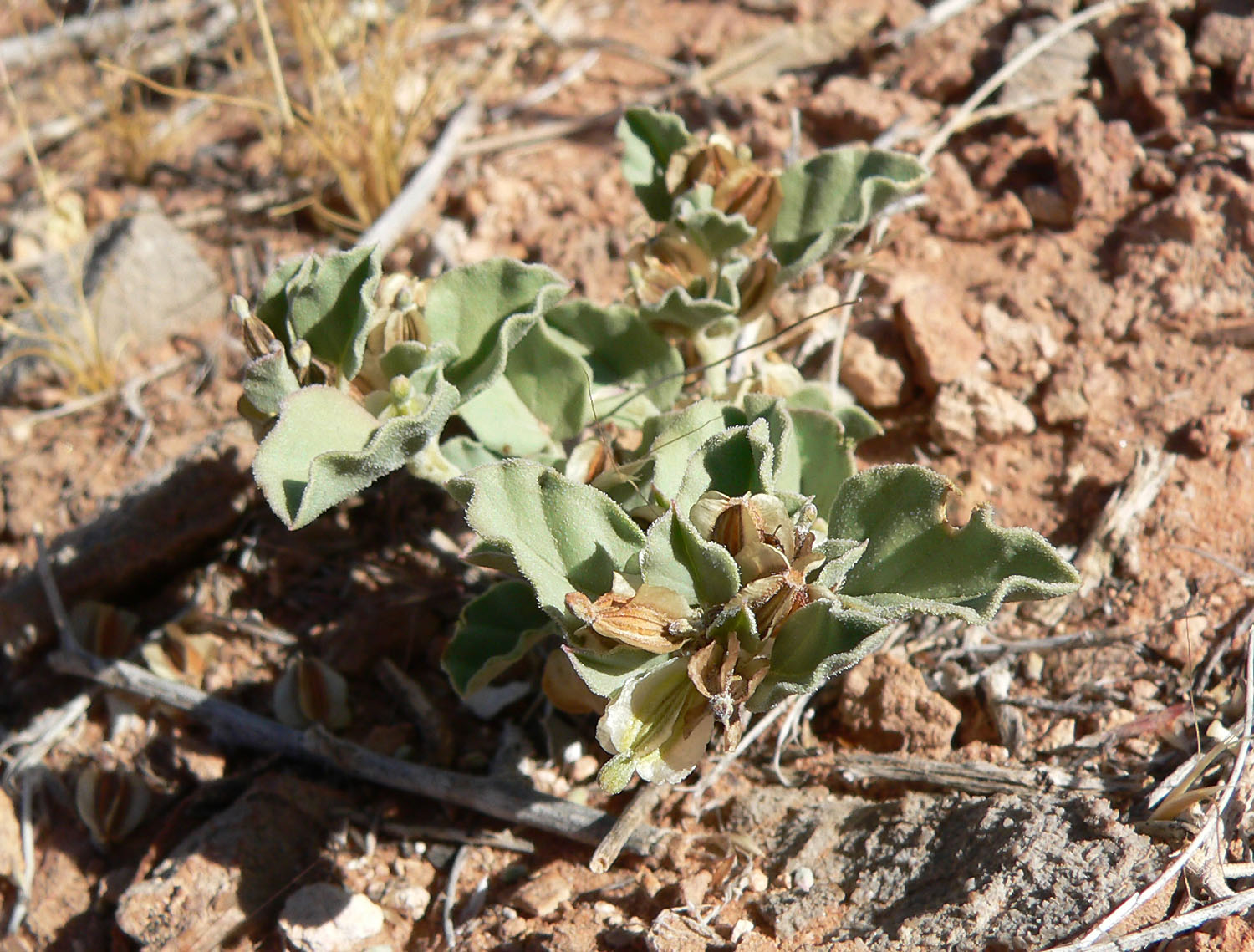
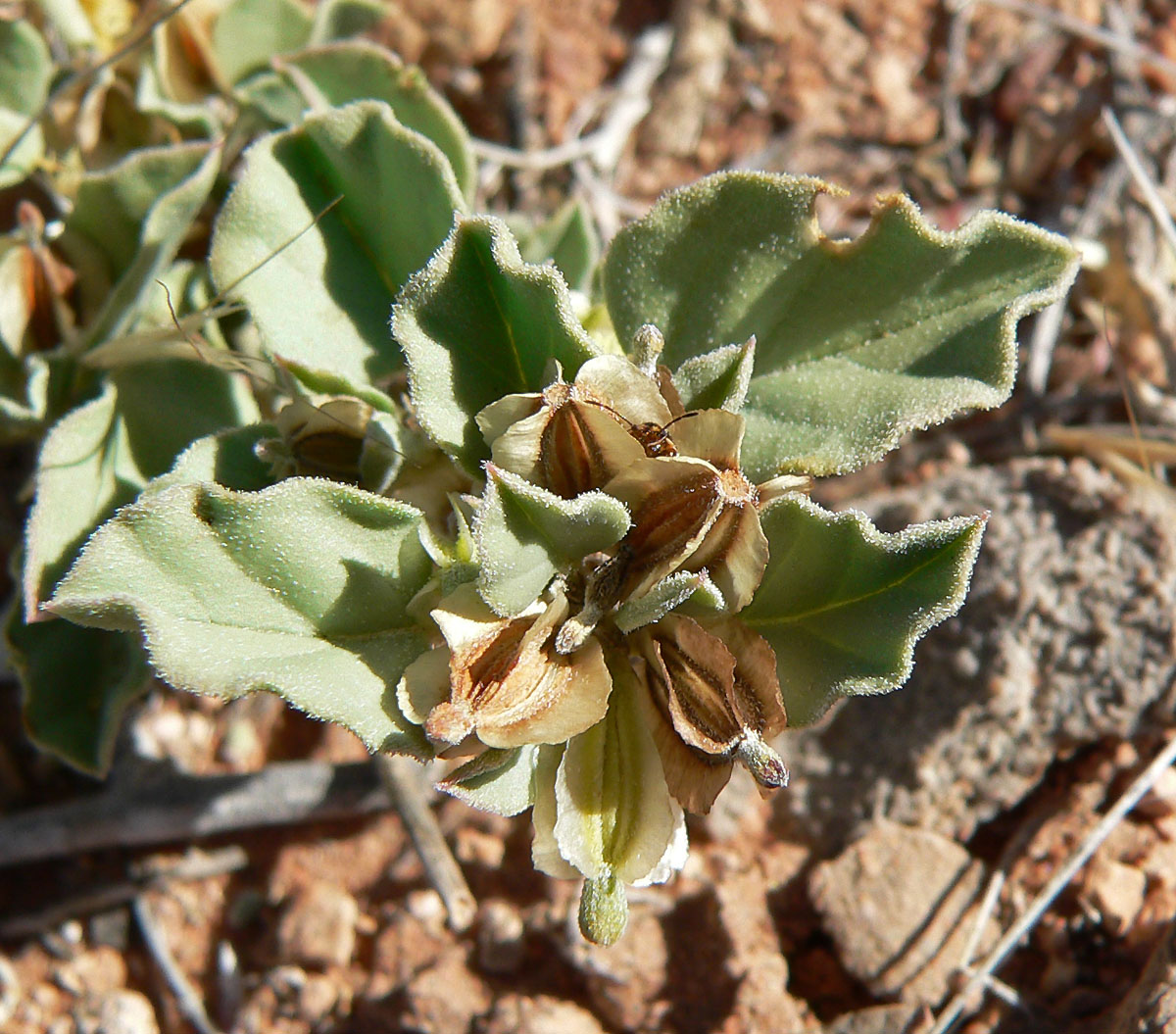
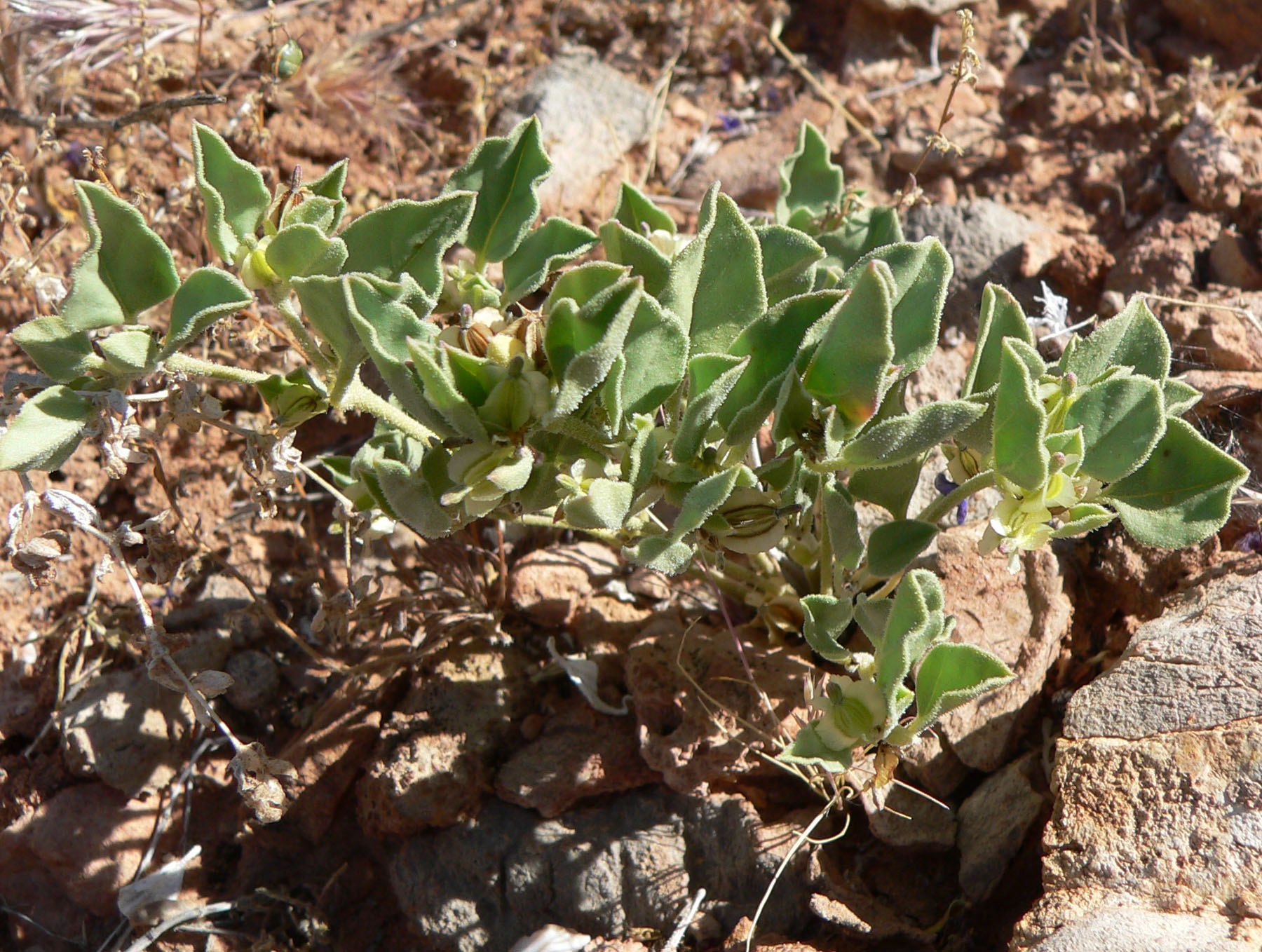